# あぁ、哀しきイェーガン
『あぁ、哀しきイェーガン』（Alas Poor Yagan）は、ディーン・オルストン(en)によるオーストラリアの政治漫画作品。新聞『ウエスト・オーストラリアン紙』（The West Australian）1997年9月6日号に掲載された。これは、アボリジニのイェーガンと、その首にまつわるゴタゴタを題材としていた。

## 概要
この漫画の内容は、アボリジニの子供3人と活動家の長老Ken Colbungが登場する8コマの短編である。漫画の内容は多くのアボリジニの怒りを買い、人種差別的だとして人権および機会均等委員会(en)に告発された。委員会は、この漫画が誤ったヌンガーについての情報に基づいていると判断したが、1975年人種差別禁止法(en)には抵触していないと判断した。その後告訴に及んだが、オーストラリア連邦裁判所(en)は委員会の判断を支持した。

## 背景
『あぁ、哀しきイェーガン』は、イェーガンの頭部がイギリスから返還された直後に掲載された。イェーガンは、19世紀前半に生きたオーストラリアの先住民族・アボリジニの一派ヌンガー族の戦士だった。彼は、パースに植民地を築いたヨーロッパからの入植者たちに対する抵抗運動の初期に重要な役割を担った。1833年射殺され、切断されたイェーガンの頭部はイギリスに運ばれて博物館に展示された。1964年に首は損傷が激しくなり、箱詰めされリヴァプールの墓地に無造作に埋められた。ヌンガー族のコミュニティは首の発掘と返還運動を起こし、1997年には頭蓋骨が掘り起こされた。
しかし、遺骨の返還はすぐには実行されなかった。返還を推進する組織が「誰が返還を受けるに足る伝統文化を継承しているかについて、時に品位を感じさせない辛辣なものを含む批判に晒されていた」（オーストラリア連邦裁判所、2004年）ためであった。この、ヌンガー族内部の論争は公然と報道され、時に西オーストラリア州最高裁判所(en)へ告訴が行われるほど大袈裟なものとなっていた。

## 出版
ウエスト・オーストラリアン紙はイェーガンの首返還運動を取材し、論争についても報道していた。そんな中、『あぁ、哀しきイェーガン』は1997年9月6日に掲載された。イェーガン頭部の返還がヌンガー内の一体化を醸成するどころか逆に紛争の原因になっていることは紛れもない事実で、漫画はこれを風刺したものだった。その一方で、伝統的民族であるアボリジニの正統性や文化に疑問を投げかけ、非難し侮辱しているとも解釈された。

## 告訴
1997年9月24日、この漫画に対する申し立てが人権および機会均等委員会にもたらされた。原告は、Hannah McGladeを中心としAlbert Corunna、Richard Wilkes、Violet Newman、Mingli Wanjurri、Leisha Eatts、Robert BrophoとKen Colbungが名を連ねた「ヌンガー長老団」という組織だった。彼らはウエスト・オーストラリアン紙と作者のオルストンが1975年人種差別法(en) s18c条に違反していると主張した。
1998年3月4日人権および機会均等委員会は調査の結論を出し、漫画は「芸術的活動」であり、出版は「適切かつ適度に誠実さ」の元で行われたと判断し、s18c条に違反しないとして長老団の訴えを退けた。この判断を不服として、長老団は公聴会の開催を要求した。2001年4月12日に開かれた公聴会で、長老団は漫画が以下の点でs18c条に反していると主張した。
- イェーガンの品位を傷つける描写を含んでいる。
- ステレオタイプな否定的表現を用いて、アルコールと先住民族を根拠なく結び付けている。
- ヌンガー族の宗教思想「Wagyl」を傷つける表現を含んでいる。
- 死を、アボリジニにとって不快に扱かっている。
- 家系についての個人的情報が記されている。場合によっては「アボリジニの女性は婚姻相手を選ぶ権利が無かった」と取られかねない。
- 言外に、混血によるアボリジニ種の減少をほのめかしている。
- 先住民が受ける政府の補助を、否定的なステレオタイプ表現で誇張している。

しかし機会均等委員会の見解は変わらず、ウエスト・オーストラリアン紙が目指す「公正な報道と、アボリジニ共同体の一体性を助長しこれをサポートするための助言を呈す」ことに根ざした一環だと判断し、s18c条違反は認められないとした（Human Rights and Equal Opportunity Commission, 2001）。これらの情況の中、漫画掲載を決定した編集者のポール・マーレイ(en)の判断は妥当だったと答申した。
Robert Brophoは委員会の答申を司法の判断に委ねたが、2002年12月4日にこれは退けられた。Brophoはさらにオーストラリア連邦裁判所まで上告したが2004年2月6日にまたも棄却され、敗訴したBrophoは裁判費用を負担しなければならなくなった。